# سنگ‌سفید (سبزوار)
سنگ سفید، روستایی است از توابع بخش مرکزی شهرستان سبزوار استان خراسان رضوی ایران.

## خصوصیات
این روستا در دهستان قصبه شرقی قرار داشته و بر اساس سرشماری سال ۱۳۸۵ جمعیت آن ۳۹۰ نفر (۱۲۹ خانوار)
بوده است.